# Sindrome di Ohdo-Madokoro-Sonoda
La sindrome di Ohdo-Madokoro-Sonoda (OBS), anche chiamata sindrome blefarofimosi-disabilità intellettiva tipo Ohdo (BMRS) è una rara malattia congenita caratterizzata da malformazioni multiple.

## Epidemiologia
Si tratta di una condizione molto rara, diagnosticata solo in una trentina di pazienti.

## Eziologia
La causa è sconosciuta anche se una volta è stata diagnosticata a tre elementi della stessa famiglia facendo pensare ad un coinvolgimento familiare della malattia.

## Clinica
Le manifestazioni cliniche comprendono:
- alterazioni oculari: blefarofimosi, ptosi palpebrale[1], atrofia ottica, strabismo, miopia, microftalmia;
- ipoplasia dentale[1];
- microcefalia e ritardo mentale[1];
- ipotonia muscolare;
- sordità neurosensoriale[1].